# Bob Ludwig
Bob Ludwig, född cirka 1945, är en amerikansk masteringingenjör.
Under sin karriär har han mastrat skivor på alla stora inspelningsformat för alla stora skivbolag och arbetat för över 1 300 artister, till exempel Alien Ant Farm, AC/DC, Rush, Jimi Hendrix, The Police, Paul McCartney, Madonna, Eric Clapton, David Bowie, Rolling Stones, Radiohead, Def Leppard, Foo Fighters, Nirvana, The Smashing Pumpkins, Green Day, Supertramp, The Who, Dire Straits, Frank Zappa och Bastille.